# Inocyclus australiensis
Inocyclus australiensis är en svampart som först beskrevs av Hans Sydow, och fick sitt nu gällande namn av Arx 1962. Inocyclus australiensis ingår i släktet Inocyclus och familjen Parmulariaceae.   Inga underarter finns listade i Catalogue of Life.